# Eosipho tosaensis
Eosipho tosaensis is een slakkensoort uit de familie van de Buccinidae. De wetenschappelijke naam van de soort is voor het eerst geldig gepubliceerd in 1992 door Okutani & Iwahori.